# Her Lesson (film 1916)
Her Lesson è un cortometraggio muto del 1916 diretto da Gilbert M. 'Broncho Billy' Anderson.

## Produzione
Il film fu prodotto dalla Essanay Film Manufacturing Company. Venne girato a Niles. Gilbert M. 'Broncho Billy' Anderson, fondatore della casa di produzione Essanay (che aveva la sua sede a Chicago), aveva individuato nella cittadina californiana di Niles il luogo ideale per trasferirvi una sede distaccata della casa madre. Niles diventò, così, il set dei numerosi film girati da Anderson.

## Distribuzione
Distribuito dalla General Film Company, il film uscì nelle sale cinematografiche USA il 4 gennaio 1916.